# コートジボワールにおけるLGBTの権利
コートジボワールにおけるLGBTの権利（コートジボワールにおけるLGBTのけんり）では、コートジボワール共和国におけるLGBTの法的状況について扱う。
コートジボワール共和国では、同性愛行為そのものは違法ではないが、行為が認められる年齢が異性間とは異なる。また、同性婚は認められておらず、同性愛カップルや同性愛カップルの主婦・主夫に関して、異性の夫婦と同じような法的な保護はなされていない。また、性的指向に関する差別からの法的な保護も特に定められていない。